# Dicomeae
Dicomeae je tribus glavočika jedini u potporodici Dicomoideae. Sastoji se od dva podtribusa s osam rodova iz Afrike i s Madagaskara.

## Podtribusi i rodovi
1. Subfamilia Dicomoideae S.Ortiz
  1. Tribus Dicomeae Panero & V. A. Funk
    1. Subtribus Dicominae S. Ortiz
      1. Macledium Cass. (18 spp.)
      2. Gladiopappus Humbert (1 sp.)
      3. Cloiselia S. Moore (4 spp.)
      4. Dicomopsis S. Ortiz (1 sp.)
      5. Pasaccardoa Kuntze (4 spp.)
      6. Dicoma Cass. (34 spp.)

    2. Subtribus Pleiotaxinae S. Ortiz
      1. Erythrocephalum Benth. (15 spp.)
      2. Pleiotaxis Steetz (34 spp.)